# Серебра протеинат
Серебра́ протеина́т (Протаргол) (код CAS: 9015-51-4; лат. Argentum proteinate, англ. Silver proteinate) — коллоидное серебро, относится к антисептикам и дезинфицирующим средствам, противовоспалительное средство для местного применения.
Коричнево-жёлтый или коричневый лёгкий аморфный порошок без запаха, слабогорького и слегка вяжущего вкуса. Слабо гигроскопичен и изменяется при действии света. Растворим в воде, нерастворим в спирте, эфире, хлороформе. Содержит 7,8—8,3 % серебра в пересчёте на металл.

## Фармакологическое действие
Оказывает вяжущее, антисептическое и противовоспалительное действие. Диссоциирует с образованием ионов серебра. Ионы серебра препятствуют размножению бактерий на слизистых оболочках, связываясь с их ДНК.
По результатам исследований чувствительности анаэробных и аэробных микроорганизмов к антисептикам, установлено, что минимальная подавляющая концентрация для спорообразующих анаэробных бактерий рода Клостридии (Clostridium) у протаргола составляет 1250 мкг/мл (для сравнения: у катопола, катамина АБ — 2,2—5 мкг/мл, ХГБ, диоксидина — 20—40 мкг/мл, у колларгола — 60—80 мкг/мл).
В основе противовоспалительного механизма действия протаргола на повреждённые слизистые оболочки или поверхность кожи лежит образование защитной плёнки, возникающей за счёт осаждения серебром белков. Она способствует уменьшению чувствительности слизистых, кожи и активирует сужение сосудов, что приводит к торможению воспалительных реакций.

## Применение
Показания
При остром и хроническом назофарингите (насморке), при остром и хроническом синусите, хроническом рините, гайморите, остром и хроническом фарингите, а также для лечения аденоидитов и гнойных воспалительных процессов среднего уха.
Для лечения воспалительных заболеваний глаз: конъюнктивит, блефарит у новорождённых и для диагностики проходимости слёзных путей.
Для лечения урологических инфекций: цистит, уретрит.
Для лечения гинекологических заболеваний: вагинит, эндометрит, цервицит, сальпингит, аднексит, эрозия шейки матки и др.
Противопоказания
Гиперчувствительность, беременность.
Побочное действие
Жжение, зуд. Возможно лёгкое раздражение слизистой оболочки. При накоплении 1г. серебра в организме возникает необратимый эффект - заболевание аргироз.

## Режим дозирования
При лечении воспалительных заболеваний глаз Протаргол назначается в виде 1 % или 2 % раствора: взрослым и детям по две-три капли от двух до четырёх раз в день путём закапывания глаз.
Для лечения урологических инфекций (циститов и уретритов) применяется 2 % коллоидный раствор препарата Протаргол, который используют для промывания мочеиспускательного канала и мочевого пузыря. 
Для лечения отоларингологических заболеваний (ринитов, фарингитов, отитов) взрослым и детям 1 % или 2 % раствор Протаргола назначают от трёх до пяти капель два раза в день, закапывая в каждую ноздрю.